# Аргусто
Аргу̀сто (на италиански: Argusto) е село и община в Южна Италия, провинция Катандзаро, регион Калабрия. Разположено е на 530 m надморска височина. Населението на общината е 529 души (към 2011 г.).